# Ludwig (Oettingen-Wallerstein)

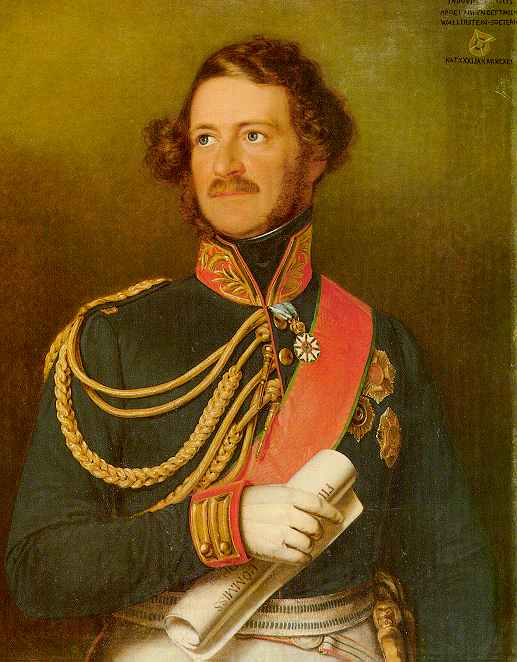
Ludwig Fürst zu Oettingen-Wallerstein

Ludwig Kraft Ernst Karl Fürst zu Oettingen-Oettingen und Oettingen-Wallerstein (* 31. Januar 1791 in Wallerstein; † 22. Juni 1870 in Luzern) war ein bayerischer Staatsmann und Fürst aus dem Hause Oettingen. Er gehörte der katholischen Linie Oettingen-Wallerstein und war Kronobersthofmeister, 1832 bis 1837 bayerischer Innenminister, während des revolutionären Umbruchs 1847/1848 Verweser des Außen- sowie Kultusministeriums. Zuletzt betätigte er sich in der Politik zwischen 1849 und 1858 als Abgeordneter der Zweiten Kammer des Bayerischen Landtags auf Seiten des liberalen Flügels.
Er galt Zeitgenossen wie Goethe als namhafter Kunstsammler und hat die Oettingen-Wallersteinsche Sammlung sowie die Oettingen-Wallersteinsche Bibliothek ausgebaut. Einen Teil davon erwarb König Ludwig I. für seine eigene Sammlung.

## Leben

### Frühe Jahre
Ludwig wurde am 31. Januar 1791 als erster Sohn des Fürsten Kraft Ernst zu Oettingen-Wallerstein (1748–1802) und seiner Frau Herzogin Wilhelmine Friederike von Württemberg (1764–1817) geboren. Er erhielt Privatunterricht vom Piaristen Andreas Reubel und später von einem Weltgeistlichen Kanonikus. Ludwigs Mutter übernahm nach Tod des Vaters 1802 die Vormundschaft und führte die Amtsgeschäfte des im Nördlinger Ries gelegenen Fürstentums. Vier Jahre später reiste Ludwig mit seiner Mutter nach Paris, um Kaiser Napoleon vorgestellt zu werden. Das Ansinnen der Reise, die Souveränität des Fürstentums bei Napoleon zu erbitten, scheiterte, weil Oettingen-Wallerstein es ablehnte, in französische Dienste zu treten. In der Hauptstadt Frankreichs lernte Oettingen-Wallerstein erstmals Kronprinz Ludwig I. von Bayern kennen, worauf sich ein freundschaftliches Verhältnis begründete. 1807 mediatisierten die Anrainerstaaten das Fürstentum. Sowohl das Königreich Bayern als auch das Königreich Württemberg annektierten Teile des Fürstentums.

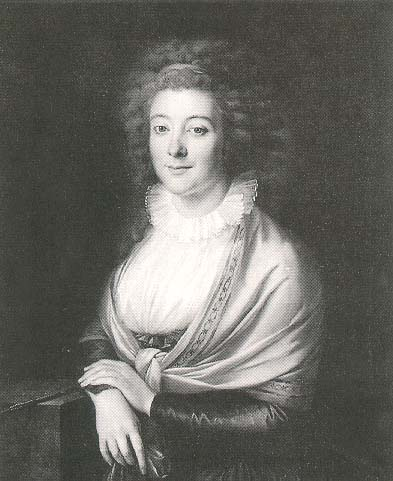
Wilhelmine Friederike von Württemberg

Ludwig zu Oettingen-Wallerstein studierte zwischen 1807 und 1810 Rechtswissenschaften an der Universität Landshut. Hier gewann er einen Freund im späteren bayerischen Innenminister Eduard von Schenk. Seine Ansichten zum Staat wurden von den Rechtsgelehrten Nikolaus Thaddäus von Gönner und Friedrich Carl von Savigny beeinflusst. Während der Studienzeit begab er sich in den Kreis der Landshuter Romantiker, der sich um den katholischen Theologen Johann Michael Sailer bildete.

### Befreiungskriege
Mit erreichter Mündigkeit übernahm er 1810 auf Lebenszeit das Amt des Kronobersthofmeisters Bayerns und erhielt einen Sitz und damit Stimme im geheimen Staatsrat. Oettingen-Wallerstein organisierte im Zuge der Befreiungskriege 1813 die allgemeine Landesbewaffnung im Oberdonaukreis; damals in Schwaben, im südlichen Franken und westlichen „Altbayern“. Diese Aufgabe erfüllte der Untertan Maximilians I. mit Geschick, so dass öffentliches Lob aufkam; im Ansehen Prinz Ludwig I. erlangte er bleibende Achtung. Bis 1831 behielt er den Posten als Kreiskommandant der Landwehr. 1811 und 1814 besuchte er nochmals Paris. Der Besuch 1814 soll diplomatische Tätigkeiten in bayerischen Diensten beinhaltet haben.

### Politische Anfänge
Oettingen-Wallersteins politische Laufbahn begann 1815 als Mitglied der Württembergischen Ständeversammlung. Als Standesherr war er zugleich Reichsrat in der Ersten Kammer der Königreiche Bayern und Württemberg. Als erster ständischer Kommissar auf der württembergischen Ständeversammlung, wo er viel zur Vollendung der Verfassung beitrug, setzte er sich als Anwalt der alten ständischen Einrichtungen ein. Er beeinflusste als Vertreter des konstitutionellen Prinzips auch den Entwurf der Verfassung des Königreichs Bayern von 1818.
Als erblicher Reichsrat nahm Oettingen-Wallerstein an den Bayerischen Ständeversammlungen 1819 und 1822 in der Kammer der Reichsräte (Erste Kammer) teil. 1819 vertrat er die adeligen Interessen gegen die liberalen Tendenzen. 1822 stand er der Einschränkung des Militäretats durch die Kammer der Abgeordneten (Zweite Kammer) entgegen. Er kritisierte zudem Mängel in der Bürokratie. Mit dem Einsatz für den Adel stand Oettingen-Wallerstein im Widerspruch zum fortschrittlich eingestellten Kronprinz Ludwig I., wobei der Einsatz für eine gut ausgestattete königliche Zivilliste und die Kritik an der Bürokratie Anklang fand.

### Ämterverlust und Wiedererlangen
Mitte des Jahres 1823 vermählte er sich mit Maria Crescentia Bourgin (1806–1853). Die „Liebesheirat mit einem Hitzkopf“ gab der höfischen Boulevardpresse Stoff. Diese Heirat ist vor dem Hintergrund finanzieller Probleme des Fürstenhauses zu sehen, deren Oettingen-Wallerstein nie Herr wurde. Unter Stande vermählt hatte er auf seine Stellung als Familienoberhaupt zu verzichten; diese nahm sein jüngerer Bruder Friedrich ein. König Maximilian I. entzog Ludwig daraufhin das bayerische Kronamt und den Sitz in der Ersten Kammer.
Als Maximilian I. verstarb und Kronprinz Ludwig I. den Thron bestieg, bekam Oettingen-Wallerstein 1825 sämtliche Ämter zurück. Ludwig wusste seine Beliebtheit beim königlichen Namensvetter zu steigern; Der Regent ernannte ihn zum Generalkommissar und Regierungspräsidenten des Oberdonaukreis am 14. April 1828. Oettingen-Wallerstein zeigte Ludwig I. seine Dankbarkeit für die Rückgabe seiner Stellung zur Ständeversammlung 1828, indem er in Opposition gegen seine Standesgenossen trat und die Reformvorhaben seines Regenten vehement verteidigte.

### Als Innenminister zwischen Reform und reaktionärem Stillstand
Anlässlich der Julirevolution von 1830 in Frankreich wendete sich der Regierungsstil Ludwigs I. vom Reformkurs zur reaktionären Haltung. Die streitbare Ständeversammlung von 1831 verhalf Oettingen-Wallerstein erneut, sich zu inszenieren; Ludwig I. teilte die Auffassung Oettingen-Wallersteins zur Lage. Durch die Zweite Kammer gedrängt musste Eduard von Schenk im Rahmen der umstrittenen Presseverordnung das Amt als bayerischer Innenminister räumen. Zwischenzeitlich vertrat als „Lückenbüßer“ Johann Baptist von Stürmer das Innenministerium. Oettingen-Wallerstein folgte Stürmer unbeschadet am 31. Dezember 1831 zum Jahreswechsel auf den Ministerposten. Anteilig fällt unter seine Amtszeit der Bau der ersten Eisenbahnlinie zwischen Nürnberg und Fürth, der Donau-Main-Kanal, die Begründung und der Abschluss des Deutschen Zollvereins und der Ausbau des Kreditkassen- und Bankwesens sowie Fortschritte in der Landwirtschaft. In der Bildungspolitik beförderte er den technischen Unterricht durch Bau von Gewerbs-, Landwirtschafts- und polytechnischen Schulen. In der Sozialpolitik opferte er „die letzten Reste einer liberalen Gewerbeordnung“; verschärfte Bestimmungen zum Heimatrecht, der Ansässigmachung sowie Ehe und reformierte die Armenfürsorge und Gesindeordnung in konservativer Weise unter Berücksichtigung der Bedürfnisse des Mittelstandes. Er befürwortete die Pressefreiheit, die gesetzliche Fixierung der Ministerverantwortlichkeit, die Ausweitung des Petitionsrechts der Zweiten Kammer, die Verwaltungsvereinfachung und Verlagerung politischer Verantwortung auf die Ebene der Gemeinden und Landräte. Ziele waren zudem die großdeutsch-konstitutionelle Lösung der Deutschen Frage, die Ausdehnung des Wahlrechts zur Zweiten Kammer, eine Adelsreform, eine progressive Einkommensteuer und die Grundlastenablösung gegen Entschädigung. Er gehörte als Mitglied der Ersten Kammer zum liberalen Flügel und hielt enge Verbindungen zu Johann Caspar Bluntschli und Friedrich Rohmer. Die Amtsausübung erschien dem Regenten Ludwig I. als zu fortschrittlich.
Zur Ständeversammlung 1837 provozierte Oettingen-Wallerstein, der in der Gunst des Königs gefallen war, einen Konflikt zum Budgetrecht mit Finanzminister Ludwig von Wirschinger (1781–1840), weil er als einziger Minister die Ausweitung der Kompetenzen der Zweiten Kammer forderte. Der König entließ Oettingen-Wallerstein des offenen Affronts wegen am 4. November des gleichen Jahres aus dem Ministerium. Die ihm im Zuge der Enthebung angebotene Stelle als Generalkommissar war er bereit anzunehmen. Zunächst wurde er aber für fünf Monate beurlaubt und am 10. März 1838 ohne Angabe von Gründen in den Ruhestand versetzt. Sich als Märtyrer sehend, erklärte er den Verzicht auf den Staatsratstitel, den Generalsrang und die Generalkommissaritätsstelle. Sogar die Pension gab er auf, was ihm wahrscheinlich schwer gefallen sein muss. Die bis dahin noch nicht vorgekommene Ministerentlassung stellte Oettingen-Wallerstein als Unangemessenheit königlichen Handelns dar. Seine Beliebtheit in der Öffentlichkeit stieg wegen der widerfahrenen Behandlung durch den Regenten und vor allem bei seinen Standesgenossen.

### Vom „Ministerium der Morgenröte“ zum „Lola-Ministerium“
Das Kronobersthofmeisteramt und damit seinen Sitz in der Ersten Kammer behielt Oettingen-Wallerstein. König Ludwigs I. Versuche, ihn aus dem Amt zu entfernen, scheiterten. Von dieser Stellung aus stritt er mit Karl von Abel, der die Nachfolge als Innenminister antrat. 1840 fand der Streit in einem Pistolen-Duell seinen Höhepunkt. Das Conversationslexikon der Gegenwart von Brockhaus wähnte für die Zukunft Oettingen-Wallersteins: „Er ist ein Mann der Zukunft, was selbst seine Feinde zugestehen, und offenbar zu einer noch weiter ausgreifenden ständischen und verwaltenden Thätigkeit berufen.“ 1843 erholte sich sein Verhältnis zum Regenten, der ihn in den Angelegenheiten des Königreichs Griechenland auf diplomatische Mission schickte. Allerdings blieb die ehemalige Nähe aus. Im Auftrag des Königs diente er 1846–1847 als außerordentlicher Gesandter in Paris.
Karl von Abels „Ministerium der Morgenröte“ geriet zunehmend in Kritik. Fürst Karl Theodor von Wrede (1797–1871) klagte über „die schlimme Lage, in welche die Verwaltung des Ministers von Abel das Land gebracht habe“. Oettingen-Wallerstein griff die Kritik in gemäßigterer Form auf. Zudem kam Abel dem Ansinnen Ludwigs I. nicht nach, der die Einbürgerung und Nobilitierung seiner Geliebten Lola Montez forderte. Daraufhin entließ der Monarch Abel am 16. Februar 1847. Es folgte das Ministerium Rhein-Maurer, welches sich jedoch nur bis November des gleichen Jahres hielt.
Zum 1. Dezember 1847 übertrug Ludwig I. Oettingen-Wallerstein, der nach München zurückgekehrt war, die Aufgabe, eine neue Regierung zu bilden. Der Regent bestellte die Minister jedoch nur als Verweser. Oettingen-Wallerstein setzte der König als bayerischen Außenminister ein und ließ ihn das Ministerium für Kirchen- und Schulangelegenheiten vertreten. Das Innenministerium selbst bekam Oettingen-Wallersteins Vertrauter Franz von Berks, das Justizministerium Hermann von Beisler und das Finanzministerium Karl Friedrich von Heres zugesprochen. Der Volksmund nannte es spöttisch das „Lola-Ministerium“. Oettingen-Wallerstein versuchte, während der Amtszeit liberale Positionen aufzugreifen, um die aufkommenden revolutionären Vorgänge von 1848/49 abzumildern und die Monarchie zu erhalten. Reformen – wie eine umfassende Parlamentarisierung und eine „angemessene Vertretung des deutschen Volkes“ – widersprachen dem königlichen Verständnis, sodass Ludwig I. sich verraten fühlte und Oettingen-Wallerstein am 11. März 1848 entließ, noch bevor er selbst seinen Thronverzicht erklärte. Im Mai 1848 erregte Oettingen-Wallersteins gestellte Anträge „auf Beseitigung des Pauperismus durch Staatshülfe“ Aufsehen.

### „Fürst Proletarier“
Vor den Landtagswahlen von 1849 veröffentlichte Oettingen-Wallerstein einen Aufruf: „Wie steht es nun mit der deutschen Sache, und was soll insbesondere der Bürger und Landmann wünschen?“ Darin beklagt er, dass die Verheißungen vom 6. März 1848 unerfüllt blieben, solang „noch immer am alten Classenwesen, an starrem Beamtenregiment und anderem Zopf festgehalten werde“, und benannte die konstitutionelle Belgische Verfassung als mustergültig.
Seine verteidigende Haltung der Frankfurter Paulskirchenverfassung brachte ihn in politische Isolation zu seinen Standesgenossen in der Kammer der Reichsräte. 1849 schlug er dem bayerischen Thronfolger Maximilian II. zur Lösung der deutschen Frage auf Grundlage der Verfassung der Frankfurter Nationalversammlung eine Reichsstatthalterschaft der Wittelsbacher für das Kaiseramt vor. Der bayerische Regent, selbst Wittelsbacher, als auch seine Vertrauten lehnten den Vorschlag, des damit einhergehenden Risikos wegen ab. Anlässlich des zermürbenden Streits mit dem Reichsrat unter König Maximilian II. gab Oettingen-Wallerstein am 16. Juni 1849 sein Amt als Kronobersthofmeister auf und legte die damit verbundene Reichsratswürde nieder. Nach dem Verlust seines Sitzes in der Ersten Kammer, bewarb er sich auf ein Mandat in der Zweiten Kammer. Der Wahlkreis Donauwörth hatte Ludwig zugleich als Abgeordneten für die Zweite Kammer der ehemaligen Ständeversammlung angenommen, die seit dem 4. Juni 1848 Landtag genannt wurde. Er wurde gewählt und folgte seiner liberalen Ausrichtung. Hierfür gab ihm das Volk den Beinamen „Fürst Proletarier“. „Bis 1858, so lang er dem Landtag noch angehörte“, war er Wortführer der Liberalen.

### Lebensabend
Nach dem Tod seiner Frau 1853 verbesserte auch die zweite Ehe mit der wohlhabenden Gräfin Albertine Larisch von Moennich die zerrütteten Vermögensverhältnisse nicht. 1862 musste Ludwig eine längere Schuldhaft antreten und entrann seinen Gläubigern durch Übersiedeln in die Schweiz. Seinen Lebensabend verbrachte Oettingen-Wallerstein in der Nähe von Luzern und starb am 22. Juni 1870.

## Rezeption
Oettingen-Wallerstein gilt dem Historiker Karl Theodor von Heigel als hochbegabter Staatsmann. Der Historiker Karl Möckl beschreibt Ludwig als talentierten und eloquententen Standesherr, der „virtuos die Sache der Mediatisierten“ vertrat.

### Oberdonaukreis 1828–1831
Der Historiker Dirk Götschmann stellt heraus, dass Oettingen-Wallersteins Personalpolitik in Bezug auf Beamte, die er als „furchtbarsten aller Absolutismen“ betrachtete, zur dauerhaften Ablehnung auf Gegenseite führte. Im Amt als Generalkommissar und Regierungspräsidenten des Oberdonaukreis entfaltete er wenig Wirkung während der zweieinhalb Jahre.

### Innenminister 1831–1837

#### Zeitgenossen
Während seiner Zeit als Innenminister galt er den Zeitgenossen durch sein Eintreten für die parlamentarische Monarchie als „deutscher Whig“. In Bezug auf das oppositionelle Aufbegehren äußerte Oettingen-Wallerstein angeblich: „man müsse die Canaille von der Wurzel aus vertilgen“ und die später oft zitierten Worte: „es sei Alles verboten, was nicht ausdrücklich erlaubt worden sei“. Die oppositionelle Seite warf ihm vor, er habe ein Überwachungsnetz mit Spitzeln und Denunzianten über das Land gesponnen, die Presse verfolgt und Richter unerlaubt beeinflusst. Die wirksame Bekämpfung der Cholera wurde ihm demgegenüber sogar von politischen Gegnern angerechnet.

#### Bewertung durch Historiker
Karl Möckl benennt den Widerspruch Oettingen-Wallersteins zu Ludwig I., „dessen politischen Idealen er ursprünglich nahegestanden hatte“. Oettingen-Wallerstein habe den Spagat versucht zwischen „Einsatz von Polizeigewalt gegen die liberal-demokratische Bewegung“ und „einer gemäßigten Reformpolitik“. Dieter Götschmann führt die Beurteilung des Historikers Heinz Gollwitzer an, nach der Oettingen-Wallerstein versucht habe, im engen Rahmen der politischen Vorgaben von Ludwig I. „das Konzept einer vorsichtigen konservativ-liberalen Reform zu verwirklichen“, wobei Oettingen-Wallerstein der reaktionären Politik des Monarchen weit entgegenkam, „um ‚Reste der Liberalität zu retten‘“. Götschmann beschreibt Oettingen-Wallersteins Wirken als Innenminister, es würde insgesamt „in der Forschung überwiegend positiv beurteilt“. Nach Götschmanns Ansicht sei die angestrebte Reform der inneren Verwaltung ohne Erfolg geblieben, da er die unter Joseph von Armansperg begonnene Sparpolitik fortsetzte. Steigende Aufgaben bei gleichbleibendem Personal hätten eine notorische Überlastung der Beamten verursacht, was dem Ansehen des Königs, der Regierung, der Verwaltung und der Justiz geschadet habe.

### Zur Revolutionszeit 1848/49
Für seine Amtsausübung kann er nach Ansicht Karl Theodor von Heigels nicht verantwortlich gemacht werden, da die Regierung mehr ein „Ausführender“, „als ein unabhängiger, dem Staat verantwortlicher Beamter war“. Ludwig I. „wollte nicht einmal den Schein aufkommen lassen, dass der Minister zu Anderem berufen sei, als zur Vollziehung der Beschlüsse des Monarchen“.

### Landtagsabgeordneter 1849–1858
Für Karl Möckl sei Oettingen-Wallerstein ein Oppositionsführer gewesen, der für die parlamentarische Monarchie eintrat und zugleich die Beibehaltung der Reformen von 1848 befürwortete.

### Zuneigung zur Musik und Kunst

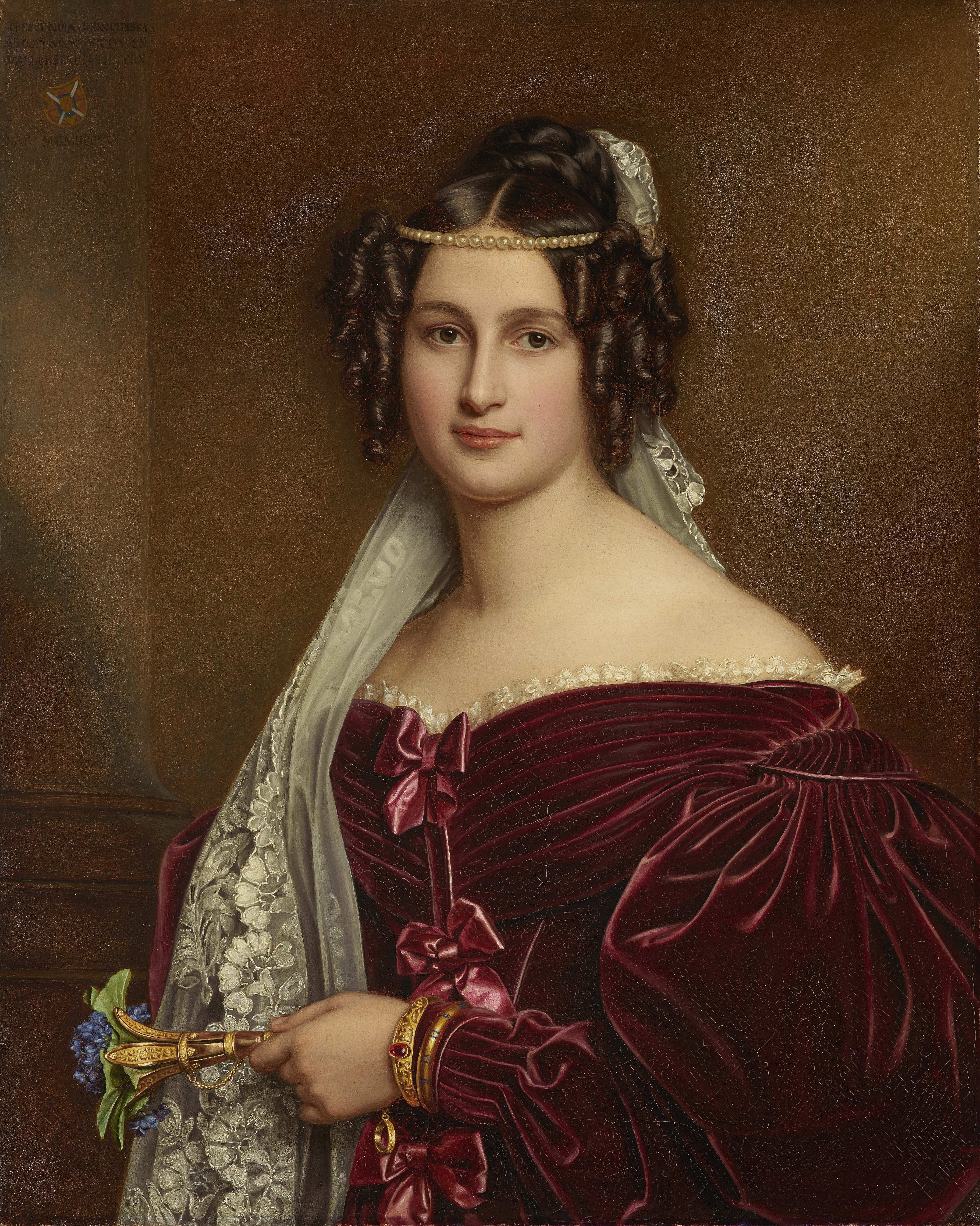
Erste Ehefrau Crescentia von Oettingen-Wallerstein

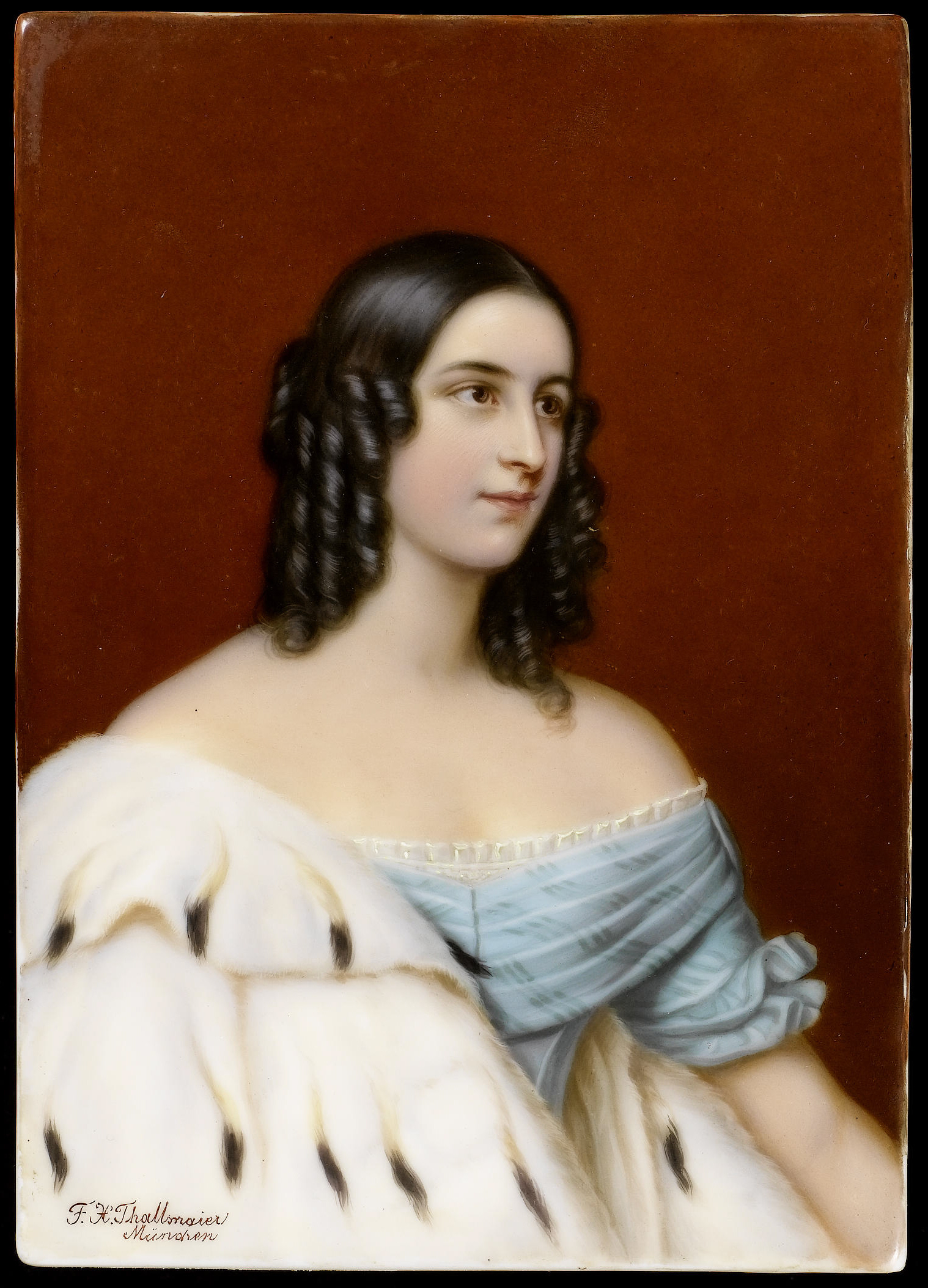
Tochter Caroline Antonie Wilhelmine Friederike

Günther Grünsteudel meint, Ludwig habe versucht, trotz der finanziellen Lage, durch die hohen Kontributionen und sonstigen Kriegskosten der Befreiungskriege, die unter seinem Vater mit namhaften Musikern besetzte „Hofkapelle Wallerstein“ zu erhalten und mit einigem Engagement neue Impulse zu geben.
Mit Erlangen der Volljährigkeit als 21-Jähriger 1812 begann Oettingen-Wallerstein eine Sammlung von mittelalterlichen Rüstungen und Waffen, Münzen und Schnitzwerken, Glasmalereien sowie besonders aber von Gemälden aufzubauen. Für die Ausstellung seiner Kunstschätze gründete Fürst Ludwig ein Museum, welches er am 1. Mai 1816 in Schloss Wallerstein eröffnete. König Ludwig I. erwarb 1828 große Teile der Sammlung für die Alte Pinakothek. Einen kleinen Teil der Sammlung bekam Prinz Albert von Sachsen-Coburg und Gotha, Queen Victorias deutscher Gatte. Goethe’s Zeitschrift „Kunst und Alterthum“ rühmte die Stücke. Von 1842 bis 1947 befand sich der Rest der Sammlung im ehemaligen Kloster Maihingen, das 1802 im Zuge der Säkularisation an das Fürstenhaus gelangt war und bis 1946 in dessen Besitz blieb. Seither ist das Ausstellungsgut auf der Harburg untergebracht. Der Kunsthistoriker Enno Krüger schreibt Oettingen-Wallerstein sei mit seiner Sammlung zu den bedeutendsten Sammlern mittelalterlicher Kunst seiner Zeit zu zählen. Krüger meint auf den biographischen Hintergrund bezogen, dass „die Sammeltätigkeit als Kompensation nicht mehr realisierbarer politischer und sozialer Ansprüche“ interpretierbar sei. Die Sammlung drücke ein auf gesellschaftlichen Status bedachtes Denken aus. Oettingen-Wallerstein sei „bestrebt gewesen das kulturelle Erbe des Mittelalters in großem Stil zu retten, sachgerecht aufzubewahren, nach gelehrten Prinzipien zu ordnen und den interessierten Zeitgenossen zur geistigen Aneignung freizugeben“.
König Ludwig I. und seinen fürstlichen Namensvetter verband die Kunst. Für die Schönheitengalerie ließ Ludwig I. vom Künstler Joseph Karl Stieler sowohl Fürst Ludwigs Ehefrau Maria Crescentia Bourgin als auch die Tochter Caroline malen.
Am 11. Dezember 1802 hatte im Zuge der Napoleonischen Kriege und des Friedens von Lunéville das Fürstenhaus Oettingen-Wallerstein neben dem Kloster Maihingen auch das Kloster St. Mang in Füssen erhalten. Anfang 1803 hatte Fürst Ludwigs Mutter, die soeben verwitwete Fürstin Wilhelmine, das Kloster säkularisiert und in eine weltliche Herrschaft umgewandelt, die bis 1839 im Besitz des Fürstenhauses blieb. 1821 hörte Fürst Ludwig, dass König Maximilian I. die Burg Schwanstein bei Füssen im Vorjahr für 200 Gulden auf Abbruch verkauft habe, nachdem sie seit längerem verfallen und zudem in den Koalitionskriegen von 1800 bis 1809 beschädigt worden war. Sofort erwarb er die Burg für 220 Gulden, um sie zu retten, da er von ihrer Lage – wie auf einer Panoramabühne in reizvollster Landschaft zwischen Alpsee und Schwansee – begeistert war. Er ließ für 507 Gulden Reparatur- und Sicherungsmaßnahmen durchführen, verkaufte sie jedoch bereits 1823 wieder, nachdem er aufgrund seiner morganatischen Heirat seine Stellung als Familienoberhaupt verloren hatte. 1832 kaufte König Maximilians Enkel, Kronprinz Maximilian, der spätere König Max II., die spätgotische Burg für 7000 Gulden zurück und ließ sie als „Schloss Hohenschwangau“ neugotisch restaurieren, wie es Fürst Ludwig schon zehn Jahre zuvor geplant hatte.

## Schriften
- Vortrag: Ueber Hindernisse des Fortschreitens der Landschaft, welche in dem Creditwesen begründet sind. 1839.
- Vortrag: Ueber Evidentstellung und Verbesserung der bayerischen Landwirthschaft nach den Anträgen des Regierungsrathes von Heffels. 1839.
- Abel und Wallerstein, 1840.
- Fürst Ludwig von Oettingen-Wallerstein, die anonyme Presse und die Briefe eines ausgewanderten Deutschen, Verlag der Franz’schen Buchhandlung, München 1848.
- mehrere Artikel in der deutsch-constitutionellen Zeitung als Separatabdruck: Deutschland, seine Zukunft und seine constituirende Versammlung erschienen im August 1848.
- Flugschriften der Reden, vom 3. und 6. November 1849 über die deutsche Frage
- Die deutsch-österreichische Frage aus dem Standpunkte der internationalen Politik: und der künstigen Welt, Fahrmbacher, 1849.
- Deutschlands Aufgabe in der orientalischen Verwickelung, von einem ehemaligen deutschen Minister, anläßlich des Krimkriegs 1853
- Artikel für die Augsburger Allgemeine Zeitung
- Flugschrift Bund und Bundesreform
- autobiographischen Abriß
- Briefe und Tagebuchaufzeichnungen

## Erwähnenswertes und Auszeichnungen
Er wurde Mitglied des Polytechnischen Vereins. 1828 gründete Oettingen-Wallerstein auf Vorschlag von Johann Nepomuk von Raiser das „Altertums-Bureau“ (Historischer Verein für Schwaben). 1829 verlieh die Stadt Augsburg ihm die Ehrenbürgerwürde. 1833 wurde er zum Ehrenmitglied der Bayerischen Akademie der Wissenschaften ernannt. 1837 verlieh ihm die Stadt München die Ehrenbürgerwürde. Nach ihm ist die Oettingenstraße in München benannt.

## Familie
Er war der Sohn von Fürst Kraft Ernst zu Oettingen-Wallerstein und dessen Ehefrau Herzogin Wilhelmine Friederike (1764–1817), eine Tochter des Herzogs Ludwig Eugen von Württemberg. Er selber vermählte sich am 7. Juli 1823 mit Maria Crescentia Bourgin (1806–1853), der Tochter seines Garteninspektors in Hohenbaldern. Das Paar hatte zwei Töchter. Nach Tod der ersten Gattin heiratete Ludwig die Gräfin Albertine Larisch von Moennich (1819–1900). Letztere Ehe blieb kinderlos.
- Caroline Antonie Wilhelmine Friederike, Prinzessin zu Oettingen-Oettingen und Oettingen-Wallerstein (* 19. August 1824; † 14. Januar 1889) ⚭ Hugo Philipp, Graf Waldbott von Bassenheim,[37][38]
- Theresia Wilhelmine Friederike Creszentia, Prinzessin zu Oettingen-Oettingen und Oettingen-Wallerstein (* 4. Februar 1827; † 12. April 1833).[37][39]